# Jean-Claude Berutti
 (janvier 2017).
Si vous disposez d'ouvrages ou d'articles de référence ou si vous connaissez des sites web de qualité traitant du thème abordé ici, merci de compléter l'article en donnant les références utiles à sa vérifiabilité et en les liant à la section « Notes et références ».
Jean-Claude Berutti est un metteur en scène et homme de théâtre français, né le 14 juin 1952 à Toulon.
Il est actuellement metteur en scène indépendant.

## Éléments biographiques
Après des études à l'École du Théâtre National de Strasbourg et un premier spectacle au Théâtre de la Cité Internationale (Lotte à Weimar d'après Thomas Mann en 1981), Jean-Claude Berutti commence un parcours en solitaire qui le mène de la Belgique à la Russie en passant par l'Espagne et l'Allemagne, où il se forme en travaillant tant dans des théâtres modestes que sur les grandes scènes européennes. Depuis ses débuts son travail est associé à celui du scénographe Rudy Sabounghi. Ensemble ils ont créé plus de quarante spectacles à travers l'Europe. Sans son fidèle collaborateur, rencontré en 1979, le parcours de Jean-Claude Berutti aurait été tout autre.  
Il connaît la vie de troupe du Théâtre d'État de Vologda (Les Fourberies de Scapin en 1991), mais aussi les conditions exceptionnelles de théâtres comme La Monnaie à Bruxelles (Louise en 1983, Manfred en 1993) ou l'Opéra National de Lyon (Faust en 2000, Rusalka en 2001) ou l'Opéra National de Nancy (Le Roi Candaule en 2006). Mais c'est au Théâtre National de Belgique qu'il travaille régulièrement de 1995 à 2001 (Le Médecin malgré lui, Caprices d'Images de Paul Emond, Le Cocu magnifique) et noue une amitié indéfectible avec les comédiens de la communauté française de Belgique. Il y rencontre la costumière Colette Huchard avec laquelle il va collaborer à 21 reprises.
En 1997, il est nommé directeur du Théâtre du Peuple à Bussang dont il développe l'activité artistique tout en y imposant de façon pérenne le répertoire contemporain (Le Pupille veut être tuteur de Peter Handke en 2000 et La Chute de Biljana Srbljanovic en 2002).
À partir de 2002, il dirige, avec François Rancillac, La Comédie de Saint-Étienne, Centre Dramatique National, et son École. Ensemble, ils tentent de redonner sens aux principes de son fondateur Jean Dasté. Grâce à la présence permanente de comédiens, ils font de l'élargissement du public leur priorité en reprenant les chemins de la Loire, de la Haute-Loire et du Puy-de-Dôme, mais aussi ceux des quartiers populaires de la ville. Jean-Claude Berutti crée ainsi La Cantatrice chauve (2004) pour Comédie des champs et Occupations de Salomé Broussky (2005) pour "Comédie des villes". Mais outre ces spectacles de proximité, il met en scène La Gonfle de Roger Martin du Gard, Ruzante (avec Bruno Putzulu), Zelinda et Lindoro d'après Goldoni, L'Envolée de Gilles Granouillet, Le Médecin malgré lui qui tournent en France et en Europe.
Depuis novembre 2005, Jean-Claude Berutti est président de la Convention Théâtrale Européenne, réseau qui regroupe plus de quarante théâtres de création subventionnés par les pouvoirs publics dans vingt-deux pays d'Europe.
En novembre 2006, il est invité par la Comédie-Française à créer Les Temps difficiles d'Édouard Bourdet, au Théâtre du Vieux Colombier. En mars 2008, à La Comédie de Saint-Étienne, il reprend en tant que comédien "Confidence africaine" de Roger Martin du Gard.
À partir de mars 2009, Jean-Claude Berutti dirige seul La Comédie de Saint-Étienne, François Rancillac ayant été nommé à la direction du Théâtre de l'Aquarium à Paris. Il engage le CDN dans une politique ouverte sur l'Afrique (chantiers d'écriture au Togo et au Burkina Faso) et sur l'Europe, avec des créations internationales telles "L'Envolée" de Gilles Granouillet créée à Saint-Étienne et à Zagreb en version croate (Polet). Durant la saison 2010/2011, il s'entoure d'une troupe composée de huit acteurs venant des quatre coins de l'Europe.
À la direction de l'École supérieure d'art dramatique (située au cœur de La Comédie), Jean-Claude Berutti poursuit le projet originel du CDN stéphanois pour le goût de la transmission et l'insertion des jeunes comédiens.
Son mandat comme directeur de la Comédie de Saint-Étienne n'ayant pas été renouveléJean-Claude Berutti redevient en 2011 un metteur en scène indépendant. Sa compagnie est en résidence au Théâtre des Salins de Martigues. Outre qu'il y a créé les spectacles de la Compagnie, il y a entrepris un travail avec les publics en animant des ateliers, en proposant des spectacles d'appartement et des soirées de poésie. Depuis 2012, Jean-Claude Berutti a mis en scène une dizaine de spectacles à travers l'Europe, à Hambourg, Vilnius, Zagreb, Nuremberg, Dortmund et Essen. Il a développé une importante activité de traducteur avec Silvia Berutti-Ronelt (surtout les pièces de l'auteure allemande Anja Hilling). Mais c'est son activité de metteur-en-scène qui demeure primordiale, avec des spectacles produits par sa compagnie (en France et en Belgique) partenaire du théâtre de Roanne et du château de Goutelas dans la Loire. Il est aussi invité dans divers théâtres et festivals allemands pour mettre en scène le grand répertoire germanique (Schiller et Goethe) mais aussi le nouveau répertoire européen et américain (Mark Hayhurst, Tariq Ali, Silke Hassler, Noah Haidle).

## Metteur en scène

### Au Théâtre du Peuple à Bussang
- 1998 : Le Cercle de craie caucasien de Bertolt Brecht[3]
- 1999 : L'Adulateur de Carlo Goldoni et La Bague magique, opéra de Giovanna Marini
- 2001 : Le Pupille veut être tuteur de Peter Handke
- 2001 : Beaucoup de bruit pour rien de William Shakespeare
- 2002 : La Cerisaie d'Anton Tchekhov et La Chute de Biljana Srbljanović[4].

### À La Comédie de Saint-Étienne
- 2004 : La Cantatrice chauve de Eugène Ionesco
- 2004 : La Gonfle de Roger Martin du Gard
- 2005 : Electronic city de Falk Richter
- 2005 : À tu et à toi
- 2006 : Les Temps difficiles d'Édouard Bourdet, Théâtre du Vieux-Colombier
- 2006 : Catharsis de Gustave Akakpo
- 2006 : Ruzante d'après La Parlerie de Ruzante qui de guerre revient et Bilora de Ruzzante, Comédie de Saint-Étienne
- 2006 : Zelinda et Lindoro d'après Carlo Goldoni, création dans le cadre des Fêtes nocturnes du Château de Grignan, reprise pour la Biennale de Venise, récompensée par le Lion d'or
- 2007 : Sens d'Anja Hilling
- 2008 : Confidence africaine de Roger Martin du Gard
- 2008 : Baroufe à Chioggia de Carlo Goldoni en collaboration avec Vladimir Steyaert
- 2008 : Cromedeyre-le-Vieil de Jules Romains
- 2008 : L'Envolée de Gilles Granouillet
- 2009 : Family Art de Pauline Sales
- 2009 : Le Médecin malgré lui de Molière[5].
- 2010 : Macbeth d'après Shakespeare de Heiner Müller[6]

### Autres théâtres
- 2010 : Sommergäste de Maxime Gorki, Bad Hersfeld, Allemagne
- 2011 : 
  - Hamlet de Shakespeare, Bad Hersfeld
  - Le Malade imaginaire de Molière, THOC, Nicosie
- 2012 : 
  - Je pense à Yu de Carole Fréchette, Théâtre des Salins, Martigues
  - Die verkaufte Braut de Bedřich Smetana, Theater Braunschweig
  - Cabale et Amour de Friedrich von Schiller, Theater Dortmund
  - Saturn kommt zurück de Noah Haidle, Nuremberg
- 2013 : 
  - Total glücklich de Silke Hassler, Josefstadt, Vienne
  - Super heureux de Silke Hassler, Les Déchargeurs, Paris
  - Je pense à Yu de Carole Fréchette, Les Athévains, Paris[7]
  - Ernani de Giuseppe Verdi, Opera National, Vilnius
  - Die neuen Abenteurer von Don Quichotte de Tariq Ali, Schauspiel Essen
  - Les Femmes de Bergman de Nikolaï Rudkowski (version en français), Zagrebač Kazalište Mladih (ZKM), Zagreb et Théâtre des Salins, Martigues[8]
- 2014 : 
  - Confidence africaine de Roger Martin du Gard, Lucernaire, Paris et Théâtre Le Public, Bruxelles
  - Intouchables (Ziemlich beste Freunde) d'après le film, Kammerspiele Hambourg. Tournée en 2015-2016-2017
  - Nos Femmes d'Éric Assous, avec Mathieu Carrière, Kammerspiele Hambourg
- 2015 :
  - La Petite Catherine de Heilbronn de Heinrich von Kleist, comme comédien. Théâtre de la Balsamine, Bruxelles
  - Nos Femmes, reprise avec changement de distribution. Tournée en 2016-2017.
- 2016 :
  - Moi Pirandello, création au théâtre de Roanne. Tournée au Théâtre Le Public (Bruxelles) en 2017.
  - Götz de Berlichingen de Goethe au Festival de Jagtshausen. Allemagne
  - Der Prozess des Hans Littens de Mark Hayhurst (création an allemand) au Théâtre national de Nuremberg
- 2017 :
  - Un grand amour de Nicole Malinconi, création au théâtre de Roanne. Tournée au Rideau de Bruxelles en automne 2017
  - Conversations avec mon père d'Erb Gardner, création au théâtre de Liège et au théâtre Le Public (Bruxelles)
- 2018 : 
  - Scènes de la vie conjugale d'Ingmar Bergman, création au Kammerspiele de Hambourg
  - Le Meilleur des mondes d'après Aldous Huxley, création au Altonaer Theater de Hambourg

### Presse
- Sheila Louinet, « Berutti ou la figure de Protée », La Revue du spectacle,‎ 19 novembre 2013 (lire en ligne).